# San José del Valle
San José del Valle és una localitat de la província de Cadis, Andalusia, Espanya.